# Michael Chiklis
Michael Charles Chiklis (Lowell (Massachusetts), 30 d'agost de 1963) és un actor de cine i televisió estatunidenc.
Ha treballat com a actor secundari en diferents pel·lícules i sèries de televisió americanes fins que va obtenir un paper protagonista a The Commish, comèdia familiar en la que interpretava a un comissari de policia. Al finalitzar la sèrie, va canviar d'imatge radicalment per a interpretar el personatge de Vic Mackey a la sèrie policíaca The Shield.

## Biografia
Va començar de petit a entretindre a la seva família amb imitacions de gent coneguda quan tenia tan sols cinc anys. De petit va aparèixer en produccions teatrals regionals i va obtindre la seva targeta del sindicat d'actors als tretze. Més tard va estudiar a l'escola d'art dramàtic a la Universitat de Boston on es va llicenciar en Belles Arts. Pocs dies després de graduar-se va fer una prova pel paper de John Belushi en el controvertit llarg metratge Wired, un paper que interpretaria tres anys més tard. També va fer d'actor secundari en alguns capítols de Corrupció a Miami, La llei de "Los Angeles", Murphy Brown i Seinfeld. El 1991 va obtindre un paper protagonista a The Commish, comèdia familiar en la que interpretava a un comissari de policia. Es va emetre des del 1991 al 1996 al canal ABC. En finalitzar la sèrie va canviar d'imatger radicalment per interpretar el personatge de Vic Mackey a la sèrie policíaca de The Shield, emesa al canal FX Networks. Al mateix temps que realitzava aquesta sèrie el 2005 va fer Els quatre fantàstics, amb el paper de la cosa i la seva seqüela.
Pel que fa al reconeixement de la seva trajectòria professional va venir el 2003, amb un Emmy i un Globus d'Or pel seu paper de Vic Mackey. També va ser nominat al Globus d'Or els anys 2004 i 2005 però no va guanyar.